# Crypthelia curvata
Crypthelia curvata är en nässeldjursart som beskrevs av Stephen D. Cairns 1991. Crypthelia curvata ingår i släktet Crypthelia och familjen Stylasteridae. Inga underarter finns listade i Catalogue of Life.